# Список объектов всемирного наследия ЮНЕСКО в Молдове
В списке Всеми́рного насле́дия ЮНЕ́СКО в Респу́блика Молдо́ва значится 1 наименование (на 2014 год), это составляет 0,1 % от общего числа (1248 на 2025 год). Единственный объект включен в список по культурным критериям. Кроме этого, по состоянию на 2014 год, ещё 2 объекта на территории Молдавии находится в числе кандидатов на включение в список всемирного наследия. Республика Молдова ратифицировала Конвенцию об охране всемирного культурного и природного наследия 23 сентября 2002 года. Первый объект, находящийся на территории Молдавии был занесен в список в 2005 году на 29-й сессии Комитета всемирного наследия ЮНЕСКО.

## Список
В данной таблице объекты расположены в хронологическом порядке их добавления в список всемирного наследия ЮНЕСКО.
| # | Изображение | Название                                                         | Местоположение | Время создания | Год внесения в список | №    | Критерии    |
| - | ----------- | ---------------------------------------------------------------- | --- | -------------- | --------------------- | ---- | ----------- |
| 1 |             | Геодезическая дуга Струве (рум. Arcul geodezic Struve) (1 пункт) | Ближайшее поселение: Рудь Район: Сорокский (Совместно с Норвегией , Швецией , Финляндией , Россией , Эстонией , Латвией , Литвой , Белоруссией , Украиной) | 1816—1855      | 2005                  | 1187 | ii, iii, vi |

## Предварительный список
В таблице объекты расположены в порядке их добавления в предварительный список. В данном списке указаны объекты, предложенные правительством Молдавии в качестве кандидатов на занесение в список всемирного наследия.
| # | Изображение | Название                                                            | Местоположение                             | Время создания     | Год внесения в список | №    | Критерии |
| - | ----------- | ------------------------------------------------------------------- | ------------------------------------------ | ------------------ | --------------------- | ---- | -------- |
| 1 |             | Чернозёмные почвы Бельцкой степи (рум. Stepa Bălţului)              | Районы: Глодянский, Рышканский, Фалештский | —                  | 2011                  | 5647 | v, ix, x |
| 2 |             | Историко-археологический комплекс Старый Орхей (рум. Orheiul Vechi) | Село: Требужены Район: Оргеевский          | С VI века до н. э. | 2017                  | 6220 | ii, v    |

## Исключённые объекты
Ранее из Предварительного списка объектов Всемирного наследия ЮНЕСКО был исключен (снят с номинирования) объект «Культурный ландшафт Старого Орхея» (№ 5238). В 2014 году данный объект повторно включен в Предварительный список под названием «Археологический ландшафт Старого Орхей» (уже без критерия vii).
Источник по исключенным объектам: 